# اوراتسیو اورلاندو
اوراتسیو اورلاندو (ایتالیایی: Orazio Orlando؛ ‏ ۱۴ ژوئن ۱۹۳۷ – ۱۸ دسامبر ۱۹۹۰) بازیگر اهل ایتالیا بود.
از فیلم‌هایی که وی در آن نقش داشته است، می‌توان به بدهی زناشویی، مرد لاتینو… تحت تعقیب، بسترهای بی‌بندوبار، بازجویی از یک شهروند دور از سوءظن، واترلو، هیولا، دختران زیبا، پلیس زن، افکار شیطانی، عشاق و دیگر وابستگان و کورلئونه اشاره کرد.